# Artist al foamei

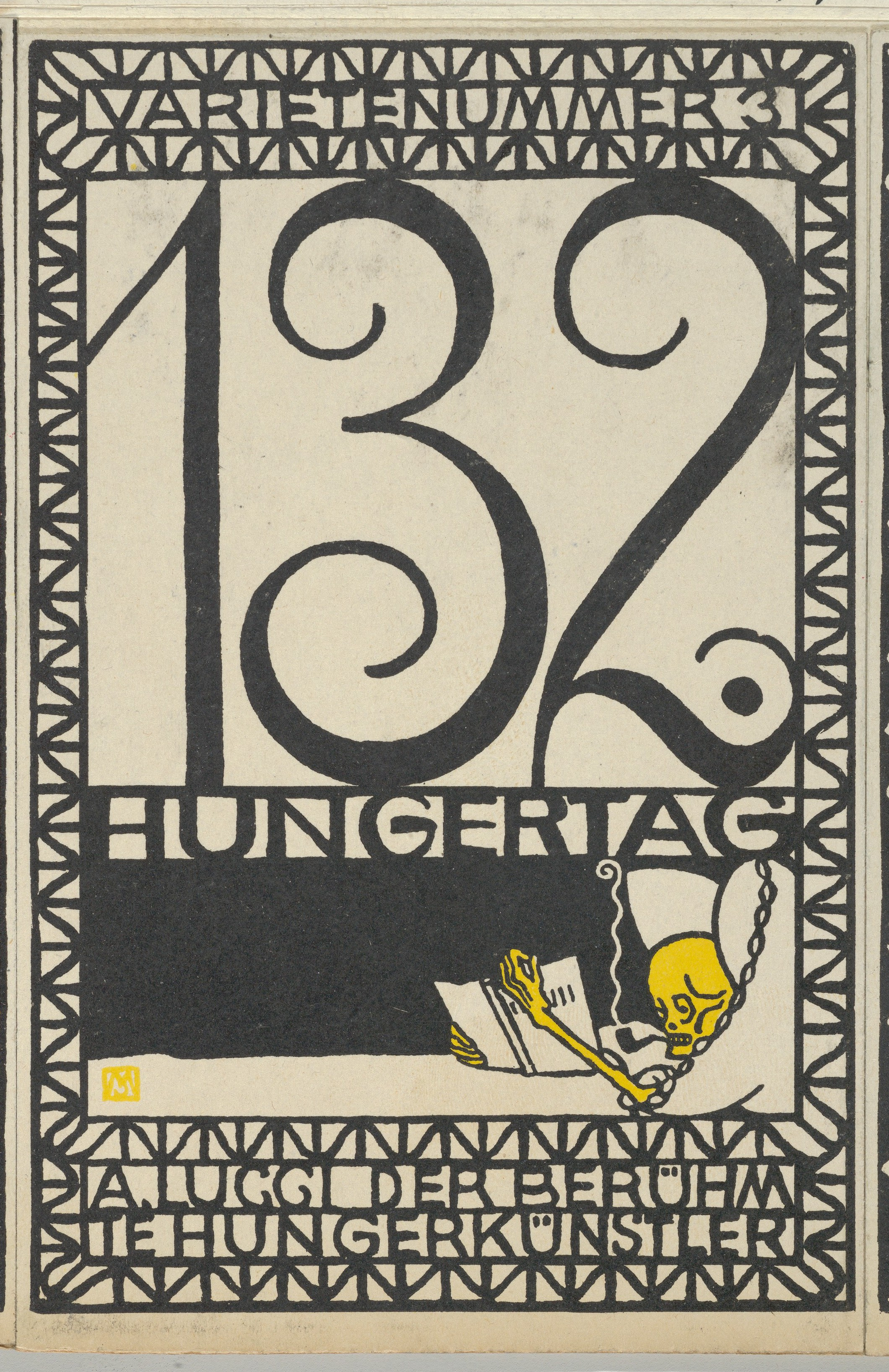
Litografia de Moriz Jung, 1907, „Varietate Act 3- A 132a zi de post, Faimosul artist al foamei A. Lucci”

Artiștii foamei sau artiștii înfometării erau artiști interpreți care se înfometau pentru perioade îndelungate de timp în Europa și America în secolele al XVIII-lea, al XIX-lea  și începutul secolului al XX-lea, pentru distracția publicului care plătea. Fenomenul a apărut pentru prima dată în secolul al XVII-lea și a atins apogeul în anii 1880. Artiștii foamei erau aproape întotdeauna bărbați, care călătoreau din oraș în oraș și țineau post de până la 40 de zile. S-a descoperit că mai mulți artiști ai foamei au trișat în timpul spectacolelor.
Fenomenul a fost transmis publicului modern prin intermediul povestirii „Un artist al foamei” a lui Franz Kafka, publicată în 1922 și cuprinsă în colecția cu același nume.
Artiștii foamei trebuie deosebiți de alte două fenomene ale vremii: „Femeile care postesc” cum ar fi Martha Taylor și Ann Moore, care au refuzat să mănânce în timp ce stăteau acasă, acest fenomen explicându-se ca un fel de miracol și mai târziu fiind expus ca fraudă, și „Scheletele ambulante”, persoane cu o greutate corporală extrem de scăzută, care jucau în așa numitele 'freak shows', spectacole cu ciudați. Sigal Gooldin vede în artiștii foamei „o versiune modernă și spectaculoasă a sinelui disciplinat” care poate fi interpretată în termeni foucauldieni în contextul „guvernmentalității moderne a „bioputerii””.

## Linkuri externe
- Ruben De Somer: Fasting Wonders: The Hunger Artist From the 17th Through 20th Century